# Jorrit van der Kooi
Jorrit van der Kooi (Rheden,1972) is een Nederlands televisiepresentator en regisseur.

## Carrière
Van der Kooi studeerde af in Zwolle, aan de Faculteit Journalistiek & Communicatie. Hij werd voor het eerst bekend als presentator en bedenker van de tiendelige serie Rodeo Drive voor Yorin in 2001. Het was een van de eerste programma's die de zender uitzond. Het programma ging over het leven van miljonairs in Beverly Hills.
Van der Kooi was ook wekelijks te zien in RTL Autowereld in 2006 en 2007, waar hij op zoek ging naar droomauto's in Monaco, Marbella en Hollywood. In 2009 was hij te zien in zijn documentaire "Dries, het Nederlandse geheim achter Elvis" voor Veronica. Hij werkte tevens als freelance regisseur voor Veronica, SBS6, RTL 4 en de EO. In 2011 presenteerde hij samen met Lauren Verster het programma Ranking the cars voor Veronica, waarvoor hij ook de bedenker en producent was. Sinds 2012 is hij voornamelijk werkzaam als regisseur voor films en TV.